# Скаргівка
Ска́ргівка — село в Україні, у Рубіжанській міській громаді Сіверськодонецького району Луганської області. Населення становить 191 осіб.
У селі писав вірші Микола Тарасович Котляр, наскрізна лінія його творчості — не будьмо рабами!